# Dieter Bahlo
Dieter Bahlo (* 20. Februar 1938 in Bad Harzburg; † 23. Juni 2015) war ein deutscher Architekt.

## Leben
Nach dem Besuch des Werner-von-Siemens-Gymnasiums in Bad Harzburg absolvierte er ein Praktikum als Maurer und Betonbauer. 1958 begann er ein Architekturstudium an der Technischen Hochschule Hannover. Nachdem er 1961 ein Stipendium der Studienstiftung des deutschen Volkes erhalten hatte, unternahm er eine vierjährige Studienreise in die Niederlande, nach Dänemark, Schweden, Finnland, Italien, Frankreich, Griechenland, Israel und in die Schweiz. 1965 legte er die Diplom-Hauptprüfung ab und wurde wissenschaftlicher Mitarbeiter in der Arbeitsgruppe Standortforschung bei Wilhelm Wortmann und Clemens Geißler. Bei Wortmanns Nachfolger Friedrich Spengelin war er 1966–1968 wissenschaftlicher Assistent am Lehrstuhl für Städtebau, Wohnungswesen und Landesplanung.
Nachdem sein Entwurf im Architektenwettbewerb für das Verwaltungsgebäude der H. Bahlsen Keksfabrik KG in Hannover den 1. Preis gewonnen hatte, gründete er gemeinsam mit Jörn Köhnke (* 1940 in Hamburg), Hans Stosberg und Klaus Stosberg das Architekturbüro BKSP. 1969/1970 hatte er einen Lehrauftrag an der Technischen Hochschule Hannover.
Dieter Bahlo entwarf und bewohnte zusammen mit seinen Kollegen Jörn Köhnke und Klaus Stosberg eine Wohnanlage in Hannover Groß-Buchholz. Die 1977–1978 entstandenen Bauten Habichtshorststraße 19/21/23 waren ein Demonstrativbauvorhaben und bildeten in einem strukturalistischen Entwurf verbundene Reihenhäuser, die seinerzeit geltende Vorgaben des sozialen Wohnungsbaus auf das selbstgenutzte Einfamilienhaus übertrugen.

## Mitgliedschaften
- 1973: Bund Deutscher Architekten
- 1973: Architekten- und Ingenieur-Verein Hannover
- 1975: Deutsche Akademie für Städtebau und Landesplanung